# Tổ chức sinh nhật

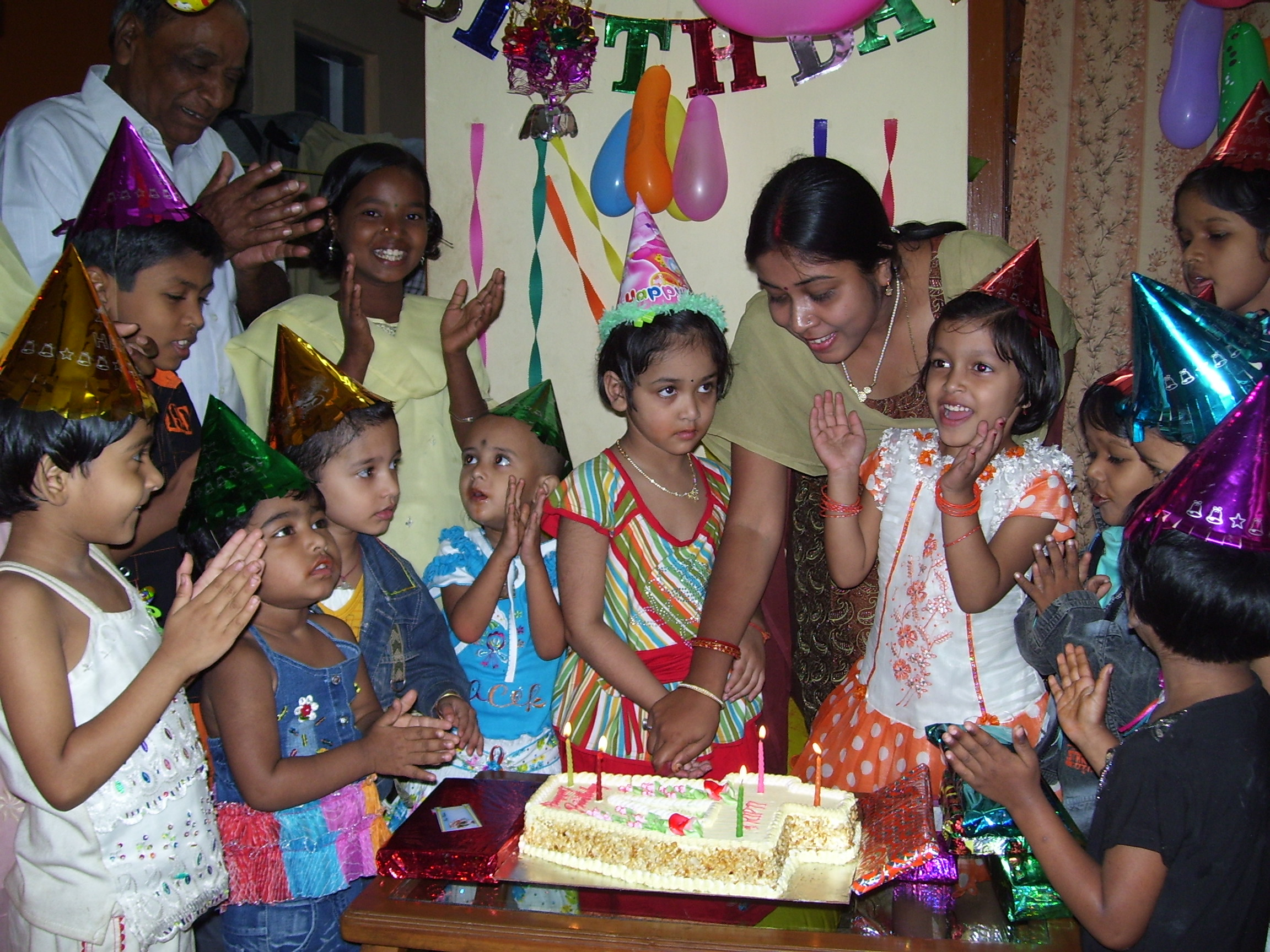
Một bữa tiệc sinh nhật trẻ em.

Trên thế giới có nhiều cách tổ chức sinh nhật khác nhau.
Ở Việt Nam hoạt động tổ chức sinh nhật trước đây rất ít người chú ý tới nhưng khoảng 100 năm trở lại đây khi văn hóa phương Tây du nhập vào Việt Nam thì mọi người đã dần chú trọng hơn đến ngày sinh nhật của mình.

## Bánh Sinh Nhật
Các bữa tiệc sinh nhật theo văn hóa phương Tây thường bao gồm bánh sinh nhật, đây là loại bánh có lớp phủ ngoài bằng kem, và thường được trang trí bên trên bằng những cây nến thể hiện số tuổi của người được tổ chức sinh nhật. Thông thường những người tham gia bữa tiệc sẽ vây quanh chiếc bánh, hát bài Happy Birthday rồi người được tổ chức sinh nhật sẽ ước một nguyện vọng của mình rồi thổi nến. Chiếc bánh cũng thường được cắt bởi chính người được tổ chức sinh nhật và mời mọi người thưởng thức. Ở các nước nói tiếng Anh, miếng đầu tiên thường được dành cho người được tổ chức sinh nhật.

## Tiệc sinh nhật
Trong các nền văn hóa phương Tây, thường là ở Mỹ và Úc, các bữa tiệc sinh nhật thường được trang trí sặc sỡ với đủ mọi màu sắc, chẳng hạn như những quả bóng bay hay biểu ngữ. Đèn sẽ được tắt đi, mọi người cùng hát bài Happy Birthday trong khi chiếc bánh sinh nhật được mang ra với những ngọn nến được thắp sáng, khi bài hát kết thúc người được tổ chức sinh nhật sẽ ước điều ước của mình rồi thổi nến. Với những người giàu có và nổi tiếng họ thường thuê một công ty tổ chức sự kiện để tổ chức buổi tiệc sinh nhật.
Sinh nhật của trẻ em thường được tổ chức tại nhà của mình hoặc khu vực công cộng. Trong bữa tiệc thường có nước giải khát và đồ ngọt. Ở nhiều nền văn hóa cũng thường có bánh sinh nhật. Cùng với đó là các hoạt động vui chơi khác.
Sinh nhật người lớn ở các nước phương Tây thường được tổ chức tại quán bar hoặc câu lạc bộ đêm. Mặc dù cũng có một số được tổ chức tại nhà hoặc tại nhà hàng.
Trong bữa tiệc sinh nhật, những vị khách mời thường mang theo quà tặng để tặng cho người được tổ chức sinh nhật.

## Bài hát sinh nhật
- Happy birthday
- Happy birthday just for you
- Happy birthday to you
- Khúc hát mừng sinh nhật
- Mừng sinh nhật em yêu
- Sinh nhật